# Парканська волость
Парканська волость — історична адміністративно-територіальна одиниця Тираспольського повіту Херсонської губернії.
Станом на 1886 рік складалася з 2 поселень, 2 сільських громад. Населення — 2982 осіб (1622 осіб чоловічої статі та 1360 — жіночої), 518 дворових господарств.
|                     | Площа, десятин | У тому числі орної, дес. |
| ------------------- | -------------- | ------------------------ |
| Сільських громад    | 10904          | 6767                     |
| Приватної власності | 147            | 14                       |
| Казенної власності  | —              | —                        |
| Іншої власності     | 15             | —                        |
| Загалом             | 11066          | 6781                     |

Поселення волості:
- Паркани — село при річці Дністер за 8 верст від повітового міста, 1913 осіб, 300 дворів, православна церква, школа, 3 лавки.
- Тернівка — село при Дністровській затоці, 1069 осіб, 218 дворів, православна церква, лавка.